# Річард Роберт Арнольд
Річард Роберт Арнольд, 2-й (Річард Арнольд; англ. Richard Robert Arnold, II; нар. 26 листопад, 1963, Воруши, штат Меріленд, США) — астронавт США, викладач і громадський діяч. Здійснив два польоти у космос, під час яких 5 виходів у відкритий космос.

## Освіта
- 1985 — закінчив Фростбургскій університет штату Меріленд, отримав ступінь бакалавра в області бухгалтерської справи.
- 1992 — отримав ступінь магістра наук в області інженерної екології в Університеті Меріленда.

## Біографія
Після закінчення освіти викладав в американських школах у Марокко, в Саудівській Аравії. На момент зарахування в загін астронавтів НАСА викладав математику та суспільні науки в Міжнародно-американській школі в Бухаресті.
З 2 листопада 2003 року проходив обстеження та співбесіди в Космічному центрі імені Ліндона Джонсона.
6 травня 2004 року зарахований до загону астронавтів НАСА кандидатом у фахівці польоту за проектом «Учитель в космосі».
У жовтні 2007 року призначений фахівцем польоту у складі екіпажу місії STS-119 космічного корабля «Діскавері».

## Польоти в космос

### STS-119

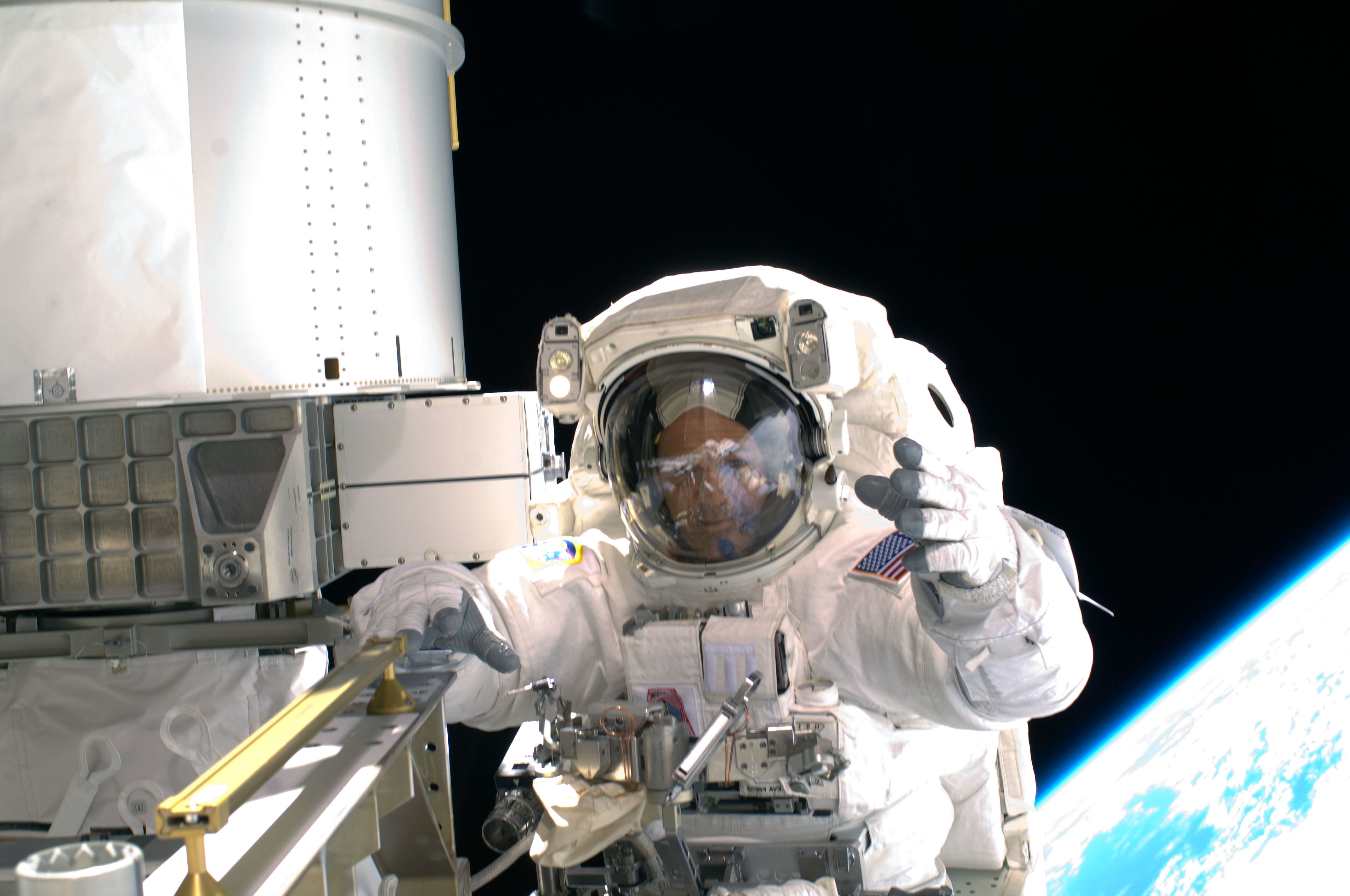
Арнольд під час роботи у відкритому космосі місії «STS-119»

З 15 по 28 березня 2009 року брав участь в космічному польоті космічного корабля «Діскавері», за програмою місії STS-119 як фахівець з корисного навантаження. Стиковка з МКС була здійснена 17 березня. З 25 березня до посадки КК здійснював автономний політ. Загальна тривалість польоту склала 12 діб 19 годин 29 хвилин 41 секунду.
Під час польоту Р. Арнольд зробив два робочих виходи у відкритий космічний простір:
- 19 березня 2009 року виконувались роботи по установці секції S6 сонячних батарей правого борту МКС. Тривалість виходу 6 год. 7 хвилин.
- 23 березня 2009 року виконувались роботи по змащуванню кінцевого захоплювача механічного маніпулятора «Канадарм2». Тривалість виходу 6 год. 27 хвилин.

### Союз МС-08
Старт корабля до МКС відбувся 21 березня 2018 року. Брав участь як бортінженер у складі експедиції 55 та бере участь у роботі експедиції 56.
Під час польоту здійснено виходи у відкритий космос:
- 29 березня разом із Ендрю Фьюстел, робота тривала 6 год. 10 хв. Космонавти встановили нове обладнання зв'язку та здійснили заміну камер спостереження за Землею.[1]
- 16 травня разом із Е. Фьюстел, робота тривала 6 год. 31 хв. Під час виходу виконано ряд технічних робіт[2].
- 15 червня разом із Е. Фьюстел, робота тривала 6 год. 49 хв. Було встановлено дві нових камери із високою якістю зображення[3].